# Jürgen Trittin
Jürgen Trittin, född 25 juli 1954 i Bremen, är en tysk politiker - Allians 90/De gröna.
Trittin är sedan 2009 ordförande för partiets grupp i förbundsdagen. Från 1990 till 1994 var han minister i Niedersachsen. Mellan 1998 och 2005 var Trittin Tysklands miljöminister.
Han studerade samhällsvetenskap i Göttingen och avslutade med diplom. Trittin var i början medlem av mera vänsterradikala föreningar som Kommunistischer Bund men blev 1980 medlem hos de gröna. Vid denna tid var han sysselsatt som medarbetare hos olika vetenskapliga institutioner samt som journalist. Mellan 1994 och 1998 var Trittin presskontakt för de grönas partiledning.
Som miljöminister i Tyskland var Trittin en av de huvudansvariga för avtalet med industrin om att fasa ut kärnkraften. En kort tid i oktober 2005 var han även Konsument-, livsmedels- och jordbruksminister.

## Skrifter i urval
- Jürgen Trittin: Gefahr aus der Mitte. Die deutsche Politik rutscht nach rechts., 1993
- Jürgen Trittin: Welt Um Welt, 2002
- Jürgen Trittin: Die Realitäten der Atomenergie (Essay; Frankfurter Allgemeine Zeitung, 16 juli 2009)